# Galina Kreft
Galina Sergeyevna Kreft-Alekseyeva (San Petersburgo, URSS, 14 de marzo de 1950 - San Petersburgo, Rusia, 24 de febrero de 2005) fue una deportista soviética que compitió en piragüismo en la modalidad de aguas tranquilas. 
Participó en dos Juegos Olímpicos de Verano en los años 1976 y 1980, obteniendo dos medallas, oro en Montreal 1976 y plata en Moscú 1980. Ganó siete medallas de plata en el Campeonato Mundial de Piragüismo entre los años 1974 y 1983.

## Palmarés internacional
| Juegos Olímpicos   | Juegos Olímpicos          | Juegos Olímpicos | Juegos Olímpicos |
| Año                | Lugar                     | Medalla          | Evento           |
| ------------------ | ------------------------- | ---------------- | ---------------- |
| 1976               | Montreal (Canadá)         | Medalla de oro   | K2 500 m         |
| 1980               | Moscú (URSS)              | Medalla de plata | K2 500 m         |
| Campeonato Mundial |                           |                  |                  |
| Año                | Lugar                     | Medalla          | Evento           |
| 1974               | Ciudad de México (México) | Medalla de plata | K4 500 m         |
| 1975               | Belgrado (Yugoslavia)     | Medalla de plata | K1 500 m         |
| 1975               | Belgrado (Yugoslavia)     | Medalla de plata | K2 500 m         |
| 1975               | Belgrado (Yugoslavia)     | Medalla de plata | K4 500 m         |
| 1979               | Duisburgo (RFA)           | Medalla de plata | K1 500 m         |
| 1979               | Duisburgo (RFA)           | Medalla de plata | K4 500 m         |
| 1983               | Tampere (Finlandia)       | Medalla de plata | K4 500 m         |